# Wamdue Project
Wamdue Project – amerykańska grupa muzyki elektronicznej powstała w 1994 roku w Atlancie. Jej liderem jest producent Chris Brann. Pozostali członkowie to Deep C oraz Udoh. W latach 90. wydali trzy albumy studyjne oraz jeden album kompilacyjny. Najbardziej znany singel grupy to „King of My Castle” z 1999 roku.

## Dyskografia
Albumy studyjne
- Resource Toolbook Volume One (1996)
- Program Yourself (1998)
- Compendium (1999)

Albumy kompilacyjne
- Best of (1999)